# ボシマックス
ボシマックスは、ワタナベエンターテインメントに所属する日本のお笑いコンビ。

## メンバー
カナやん（1994年5月29日 - ） （31歳）
ツッコミ・ネタ作り担当、立ち位置は向かって左。
千葉県生まれ。慶應義塾高等学校、慶應義塾大学経済学部卒業。
前職は証券マン。
プリキュアシリーズのファンであり、好きなプリキュアはキュアレモネード(春日野うらら)。
セイギ（1994年6月5日 - ）（31歳）
ボケ担当、立ち位置は向かって右。
静岡県出身。静岡県立静岡高等学校、慶應義塾大学環境情報学部卒業。
父は衆議院議員の渡辺周。
嫌いな食べ物は鶏のから揚げ。

## 経歴
慶應義塾大学野球部の同級生で、矢崎拓也（広島→ヤクルト）は同期。ともに投手であった。セイギは、静岡県立静岡高等学校2年時控え投手として第93回全国高等学校野球選手権大会に出場。3年時はエースとして県大会4回戦で惜しくも敗退。カナやんは慶應義塾高校時代、大学でもチームメイトであった矢崎とエースの座を争ったが肘の故障の為、最後の夏は出場できなかった。大学進学後ケガを克服し、東京六大学野球に登板を果たしたが、戦後最多失点記録を持つ。大学野球部の納会で披露した漫才が大ウケしたことから漫才師を志す。コンビ名は同期の矢崎が母指球を痛めたことから付けられたあだ名に由来する（矢崎のInstagramのアカウント名にも使われている）。
大学卒業後はともに会社員として働きながらフリーで芸人活動を行い、M-1グランプリ2021にアマチュアとして出場して3回戦に進出。ワタナベコメディスクールに35期生として通い、ワタナベエンターテインメントに所属。UNDER5 AWARD2023では準決勝に進出した。

## 芸風
主に漫才。セイギが1人でコントに入り、カナやんが「解説する」と述べて実況アナウンサーのようにツッコむスタイル。
その他、カナやんは軍神（心湊一希）のモノマネをして個人でTikTok配信をしている。